# 建設型蒸汽機車
建設型蒸汽機車（JS），是中國鐵路使用的蒸汽機車車型之一。

## 历史
1956年，大连机车车辆厂对解放型蒸汽機車进行改进设计，於1957年7月试制成功，机车出厂时，毛泽东主席曾亲自登乘。经改进后的蒸汽机车命名为“建设型”，车型代号JS。随后由大同機車工廠，大连机车车辆厂，戚墅堰机车车辆厂和二七機車工廠批量生产建設型蒸汽機車，成为中国铁路干线货运用主型机车。至1965年停产，累计制造了1135台，大多数配属于中国华北和东北地区的铁路局。
1980年由大同机车厂恢复建設型蒸汽機車生产，并于1986年对本型机车进行了改进（车号自8001起），改进型俗称“建设B型”，主要用于调车以及地区小运转。截止1988年停产，改进型机车生产了423台。
在更先进的前进型蒸汽机车大量运用前，建設型蒸汽機車曾是中国铁路干线货运机车的主要型号。和解放型蒸汽機車相比，建设型的最大功率提升了16.7%，平道牵引力提高了22%，机车总效率也提高了0.9%，提高到8.1%。随着中国铁路内燃机车与电力机车的普及以及蒸汽机车停止生产与使用，大部分建设型已经退役报废后，仅少量尚未退役的在一些工矿企业及炼钢厂作调车及小运转之用。

## 出口
- 由大同机车厂于1988年生产的8419号建设型蒸汽机车以33万5千美元的价格出口美国，1989年11月21日运抵美国艾奥瓦州柏恩峡谷铁路公司（英语：Boone and Scenic Valley Railroad），被用做旅游用机车。

## 车辆运用
截至2023年春，除如上JS-8419号机车尚在美国运用外，仍有如下车辆尚在运用：
- 建设B型（JS）-8077号机车，现运用于三道岭煤矿。

- 建设B型（JS）-8080号机车，现运用于三道岭煤矿。
- 建设B型（JS）-8314号机车，现运用于三道岭煤矿。
- 建设B型（JS）-8366号机车，现运用于三道岭煤矿。

2023年11月，8314号机车在矿区铁路与312国道交叉的铁路道口处与公路车辆发生事故导致机车受损后退出运用。

## 车辆保存

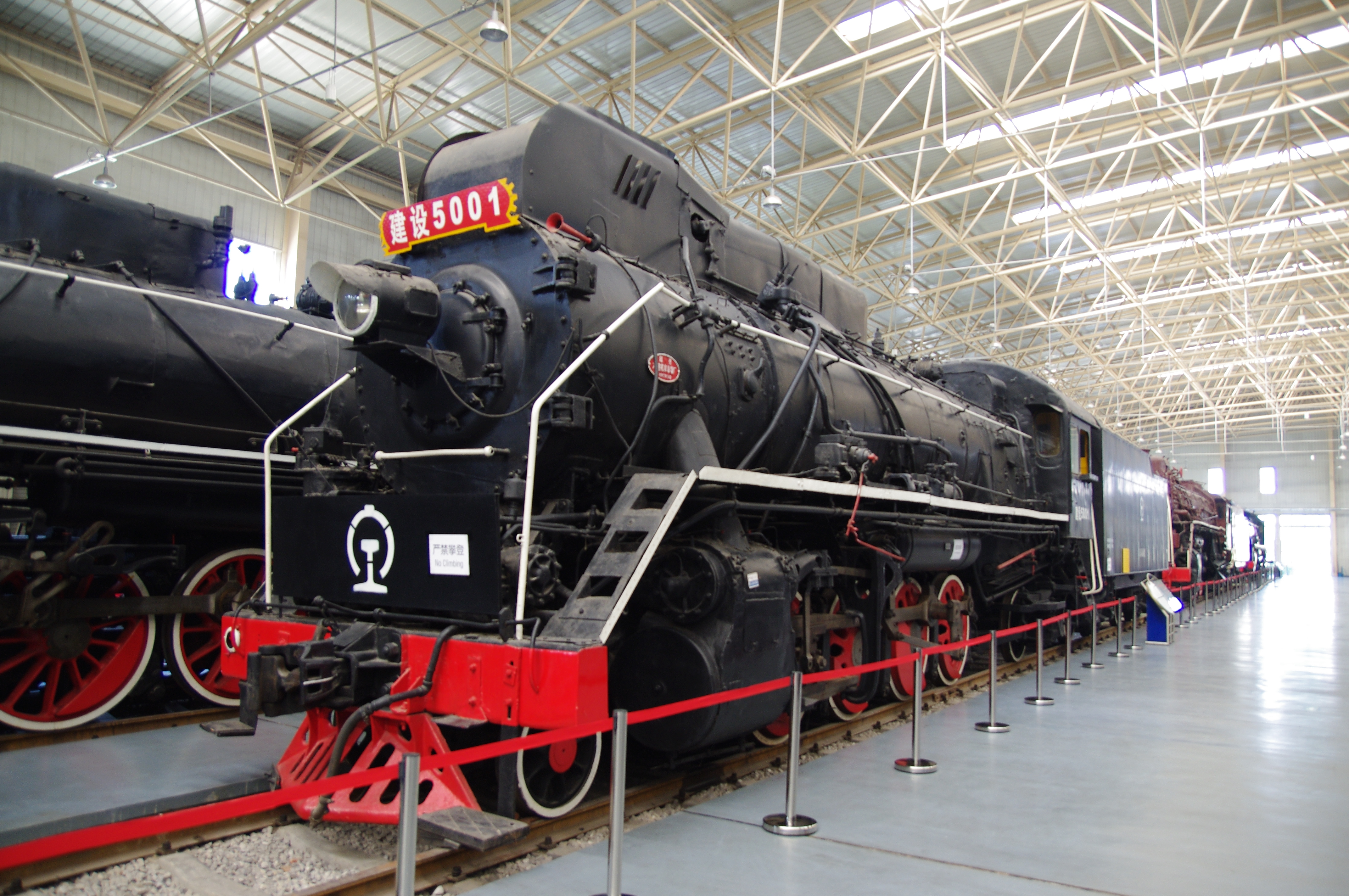
中国铁道博物馆内的建设型5001号蒸汽机车

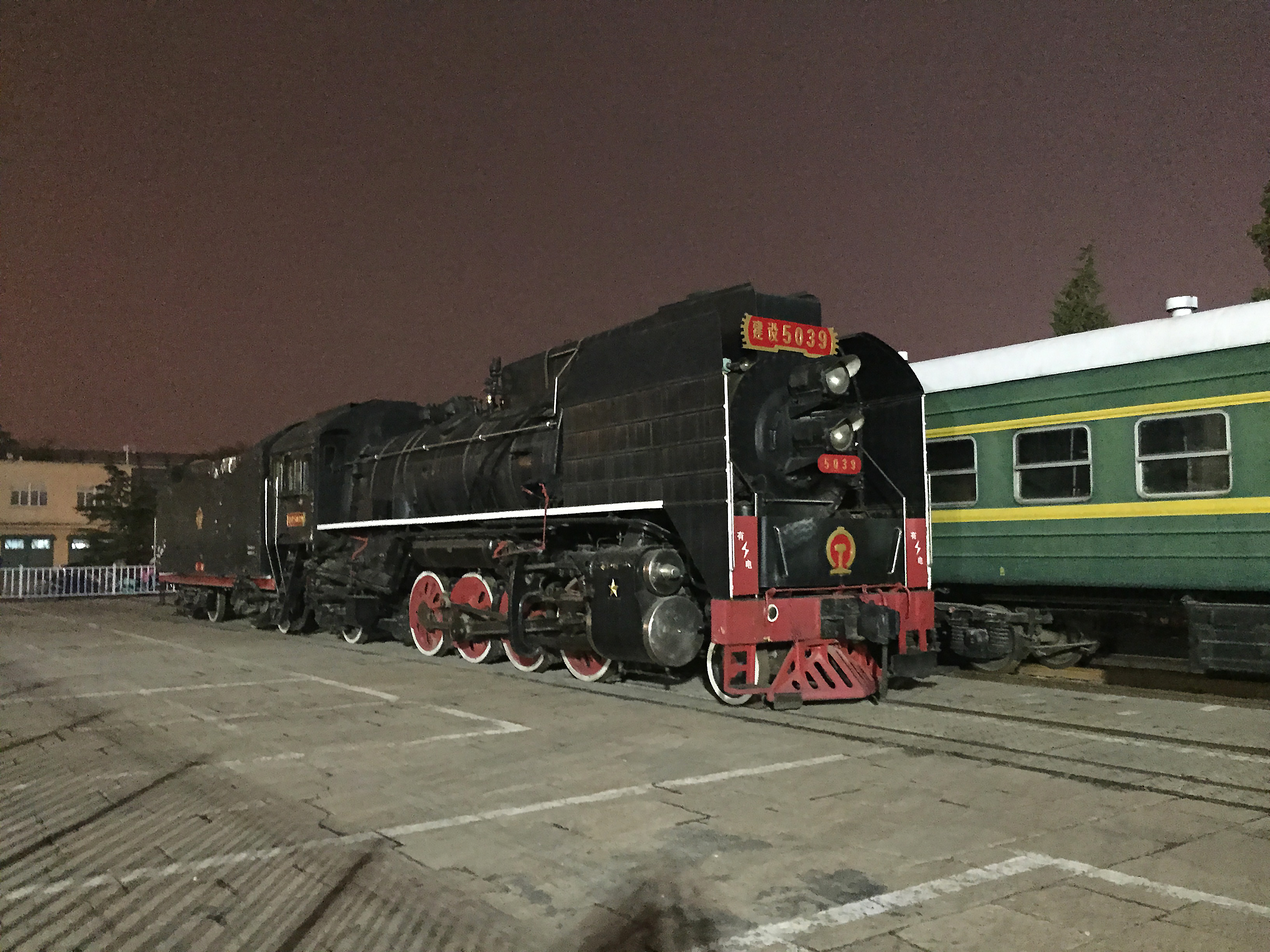
北展剧场北侧展示的建设型5039号蒸汽机车

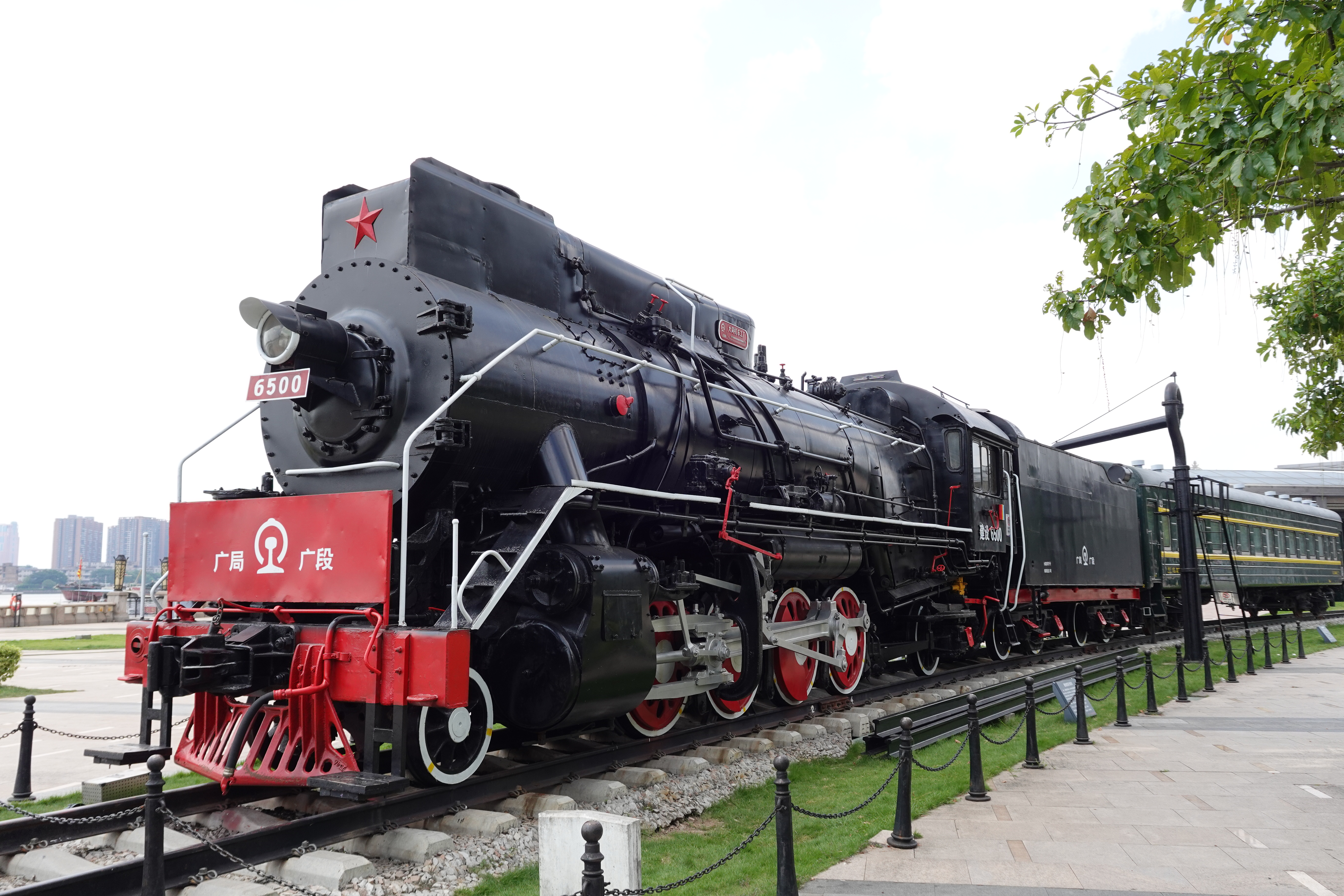
广州铁路博物馆内的建设型6500号蒸汽机车

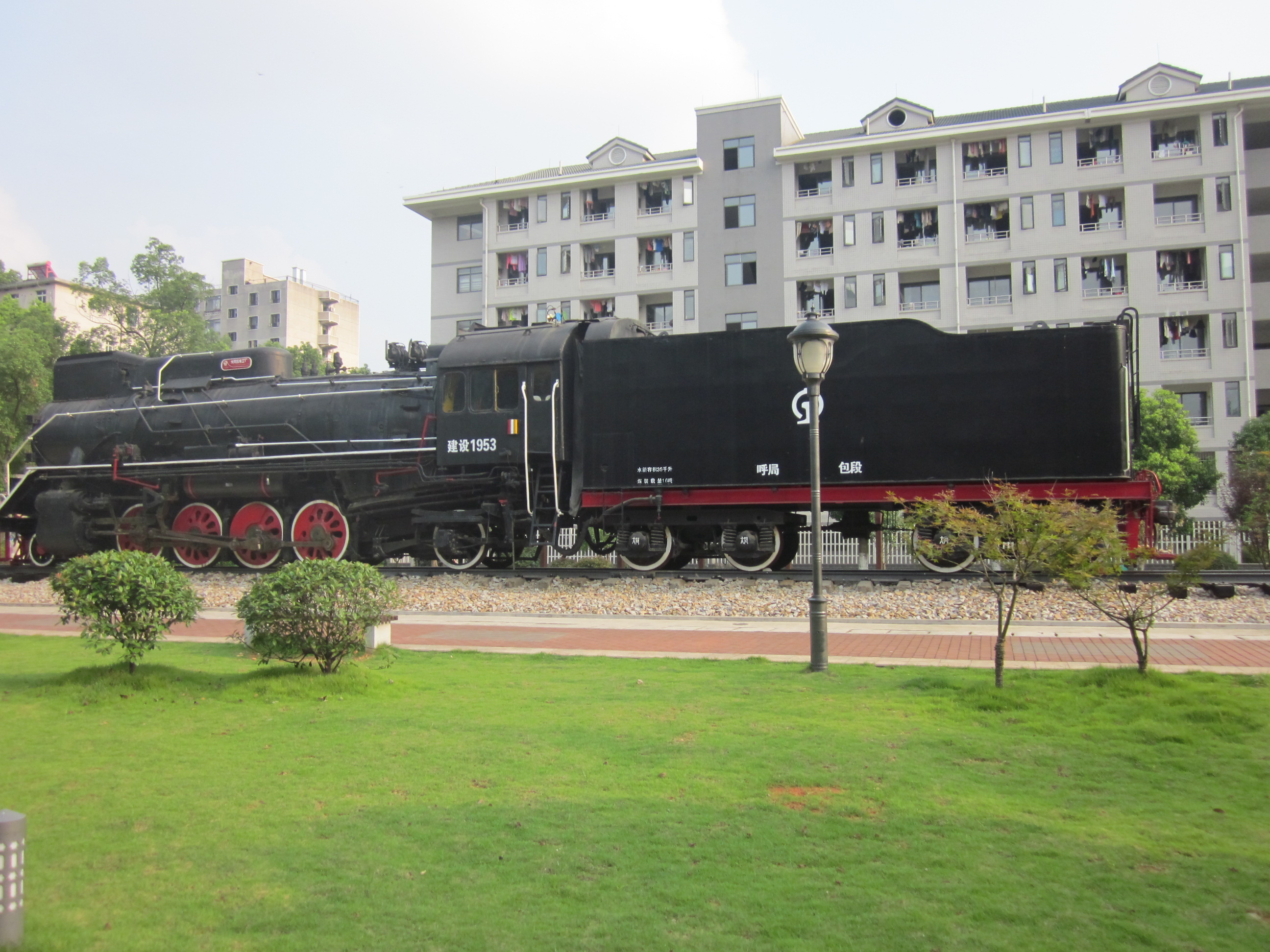
中南大学展示的建设型8010号蒸汽机车

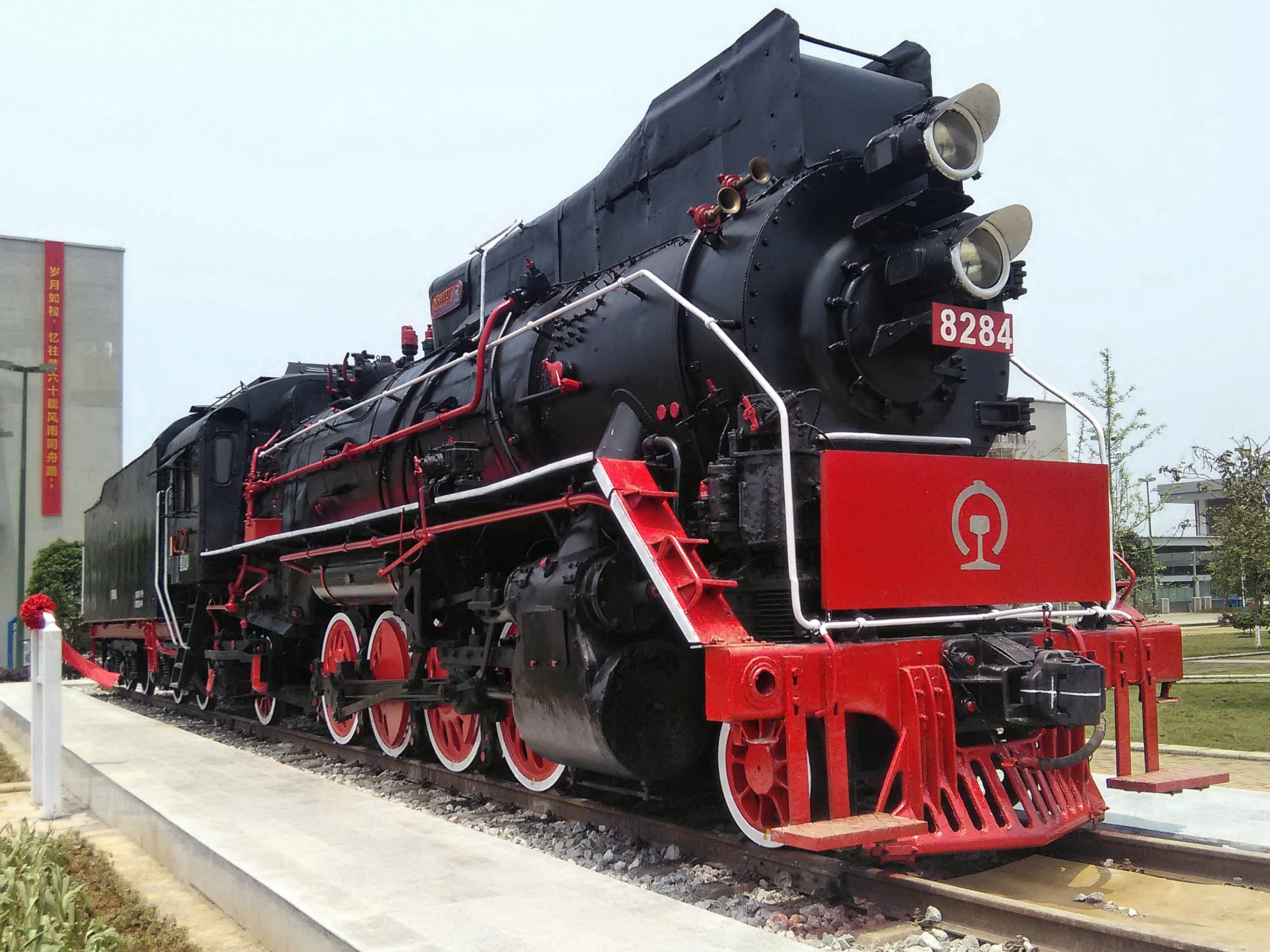
柳州铁道职业技术学院上园办公楼附近静态展示的建设型8284号蒸汽机车

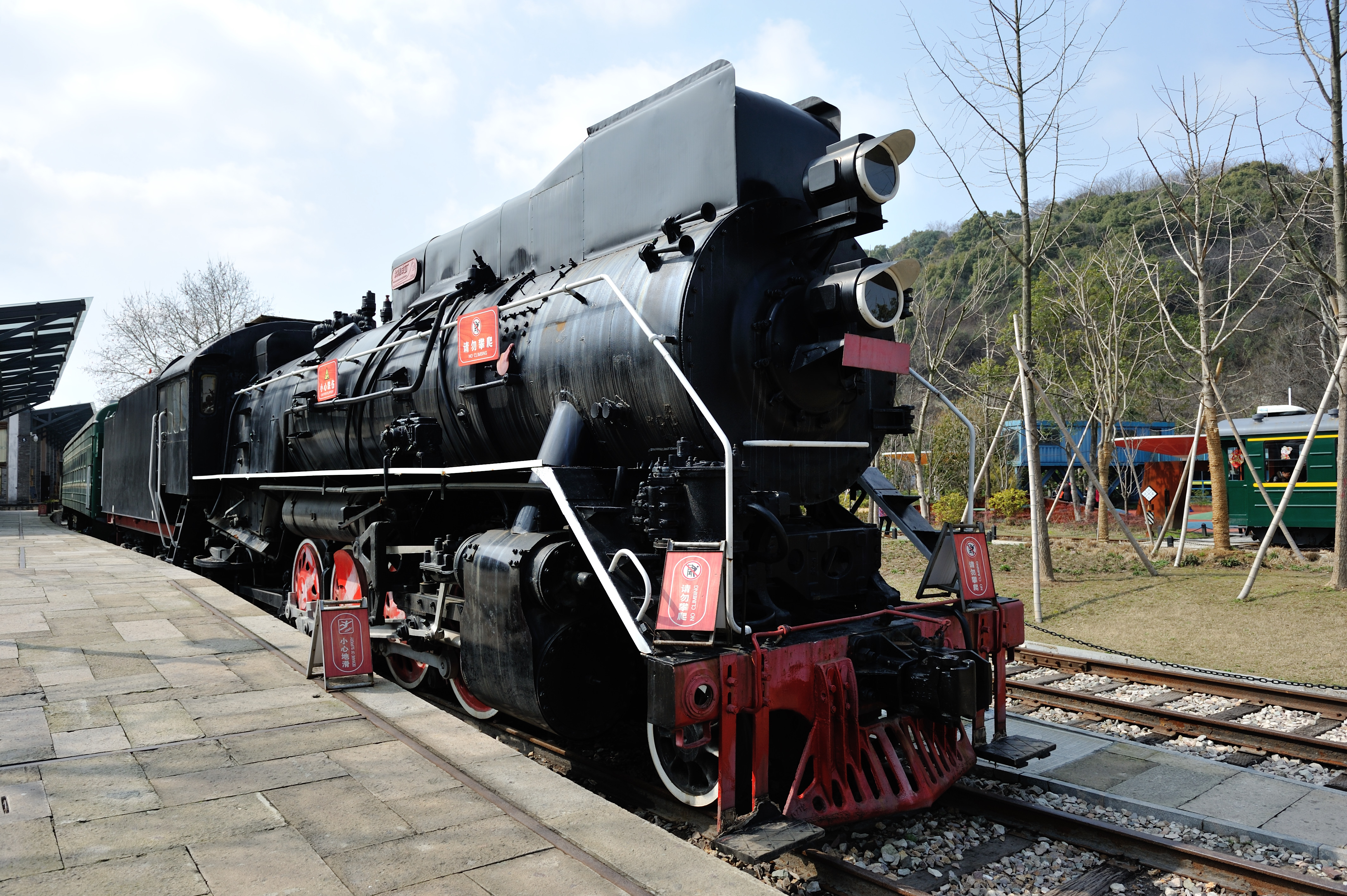
杭州市白塔公园内的建设型8347号蒸汽机车

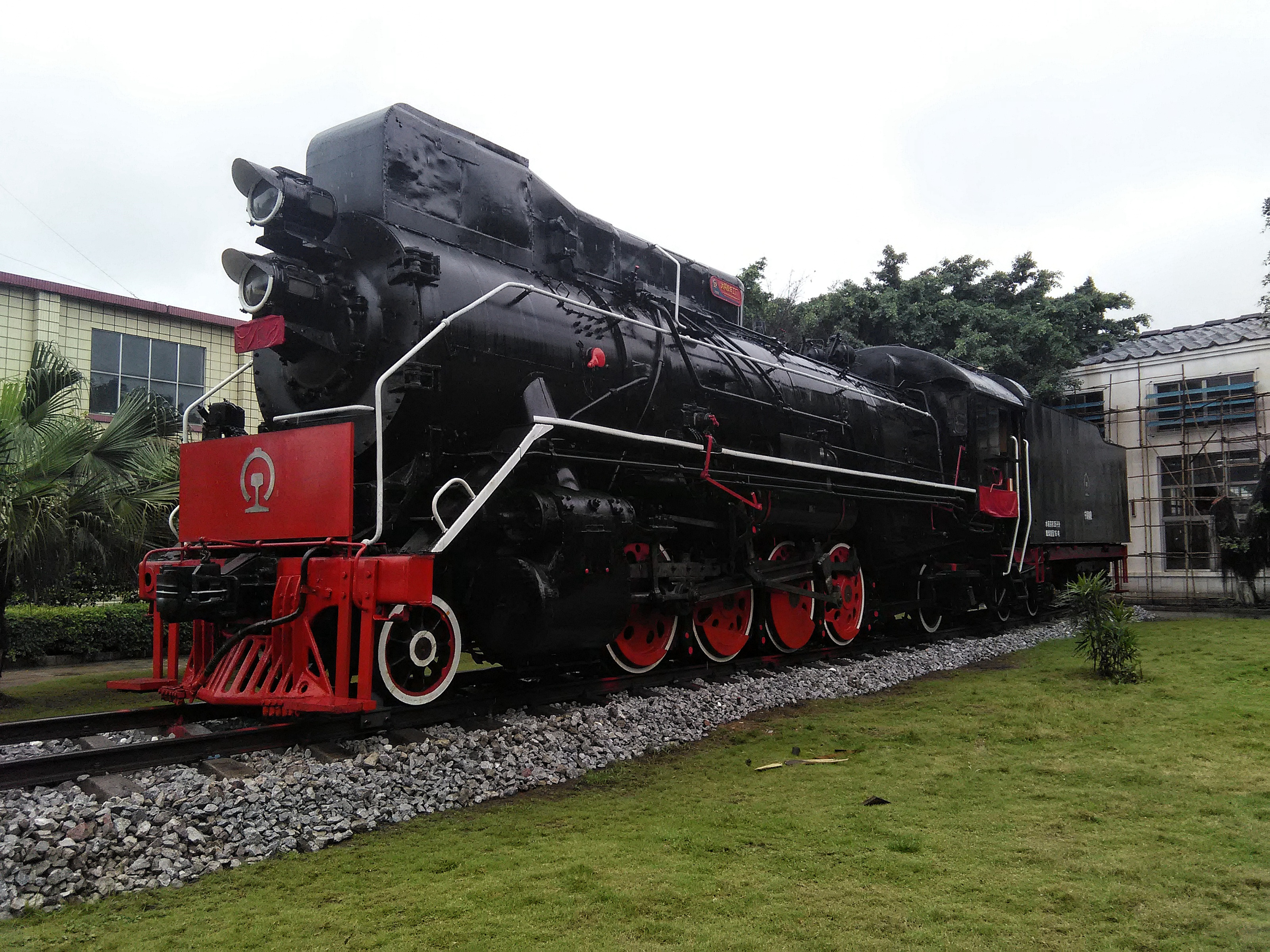
柳州机务段内的建设型8376号蒸汽机车

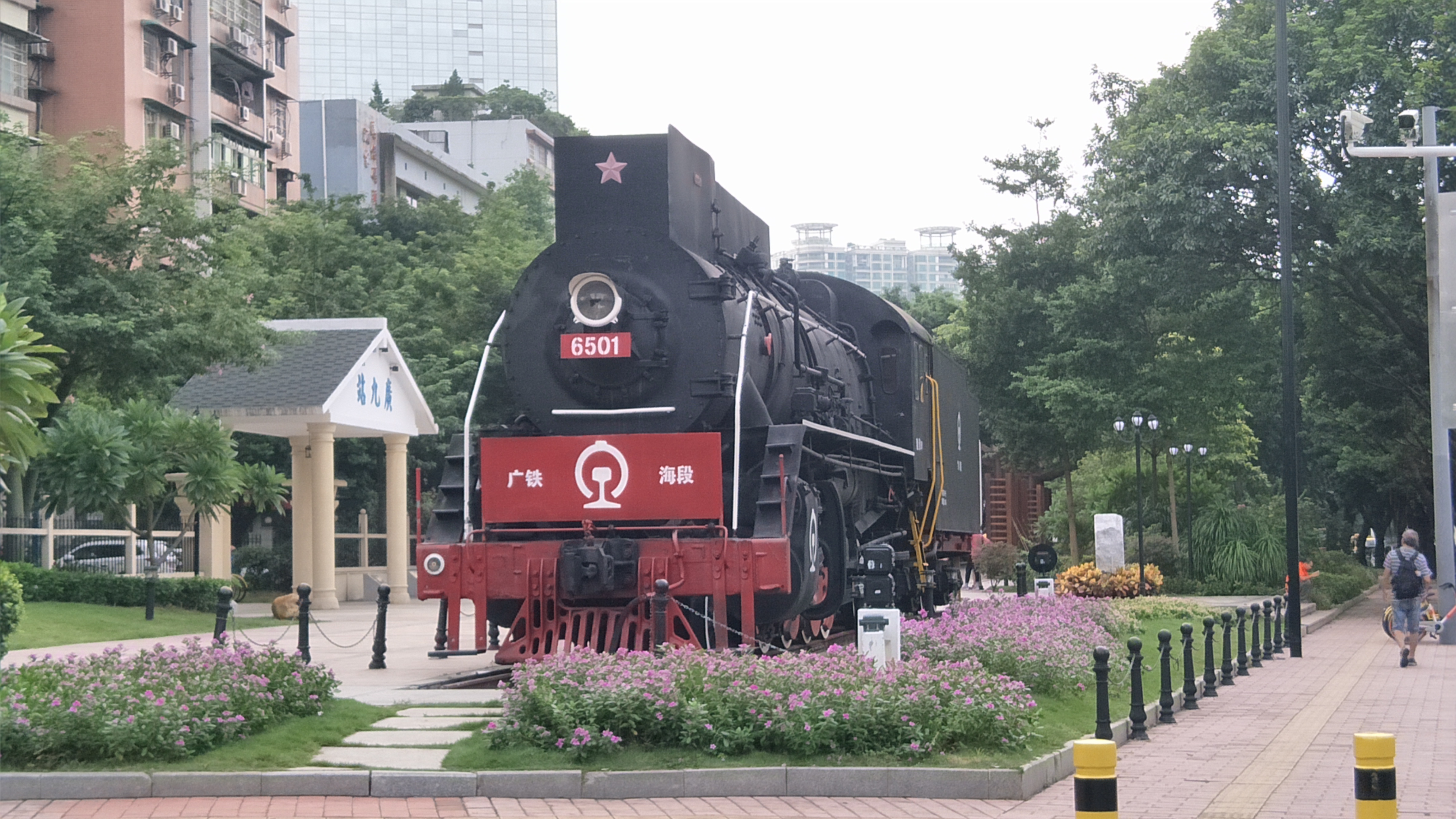
在广州广九铁路纪念园（大沙头广九车站旧址）展示的建设型6501号蒸汽机车

### 5000系
- 建设型（JS）-5001号机车，是大连机车车辆厂于1957年生产的首台建设型蒸汽机车，现保存在中國鐵道博物館。
- 建设型（JS）-5003号机车，现保存在沈阳铁路陈列馆。
- 建设型（JS）-5039号机车，现保存在北京展览馆。
- 建设型（JS）-5301号机车，现保存在太原铁路局太原机务段北区，作静态展示。
- 建设型（JS）-5342号机车，现保存在潍坊火车站前，作静态展示。
- 建设型（JS）-5398号机车，现保存在北京铁路局丰台机务段毛泽东号文化广场[註 2]，作静态展示。
- 建设型（JS）-5473号机车，现保存在宁夏中卫市宁夏钢铁（集团）有限责任公司，作静态展示。
- 建设型（JS）-5644号机车，原配属平顶山煤业集团有限责任公司，退役后封存于该公司机务段段内。[註 3]
- 建设型（JS）-5703号机车，现保存在宁夏中卫市宁夏钢铁（集团）有限责任公司，作静态展示。
- 建设型（JS）-58001号[註 4]机车，原配属包頭鋼鐵，退役后于该公司院内静态展示。
- 建设型（JS）-5???号机车，现封存于新疆哈密三道岭煤矿南库中。
- 建设型（JS）-6023号机车，现保存在中铁四局第八工程公司院内作静态展示。[註 5]
- 建设型（JS）-6061号机车，现保存在青岛技术博物馆，作静态展示。

### 6200系
- 建设型（JS）-6223号机车，现封存于新疆哈密三道岭煤矿南库中。

- 建设型（JS）-6229号机车，现保存在淮南矿业集团铁运公司田集站，作静态展示。
- 建设型（JS）-6244号（现改编号6289）机车，现保存在江西省南昌市凤凰洲市民公园，作静态展示。
- 建设型（JS）-6284号（现改编号1666）机车，现保存在上海铁路局南京东机务段办公楼院内，作静态展示。
- 建设型（JS）-6307号（现改编号6207[註 6]）机车，曾配属于辽宁省葫芦岛市锦西水泥厂，退役后保存在辽宁省葫芦岛市山河半岛小区，作静态展示。
- 建设型（JS）-6439号机车，现封存于新疆哈密三道岭煤矿南库中。
- 建设型（JS）-6499号机车，现保存在海南铁路博物馆，作静态展示。
- 建设型（JS）-6500号机车，现保存在广州铁路博物馆，作静态展示。
- 建设型（JS）-6501号机车，现保存在广九铁路纪念园，作静态展示。[3]
- 建设型（JS）-6532号机车，现保存在南京铁道职业技术学院，作静态展示。
- 建设型（JS）-6533号（现改编号5610[註 7]）机车，现保存在山东建筑大学，作静态展示。

### 8000系
- 建设B型（JS）-8010号（现改编号1953[註 8]）机车，由呼和浩特铁路局包头西机务段在2013年9月捐赠予中南大学。
- 建设B型（JS）-8012号机车，现保存在兰州西机务段，作静态展示。
- 建设B型（JS）-8024号机车，现保存在金华职业技术学院，作静态展示。
- 建设B型（JS）-8027号机车，现保存在哈密文化旅游创意产业园(原哈密纯碱厂)，作静态展示。
- 建设B型（JS）-8028号机车，现保存在宁夏中卫市宁夏钢铁（集团）有限责任公司，作静态展示。
- 建设B型（JS）-8030号机车，原配属平顶山煤业集团有限责任公司，退役后保存在许昌市襄城县襄县公园，作静态展示。
- 建设B型（JS）-8031号机车，原配属平顶山煤业集团有限责任公司，退役后封存于该公司机务段段内。
- 建设B型（JS）-8040号机车，现封存于新疆哈密三道岭煤矿南库中。
- 建设B型（JS）-8053号机车，现保存在乌鲁木齐铁路局职工教育培训基地，作静态展示。
- 建设B型（JS）-8077号（现改编号8001[註 9]）机车，由郑州铁路局在2003年12月26日捐赠予鄭州世紀歡樂園作静态展示。
- 建设B型（JS）-8094号（现改编号5156）机车，现保存在陕西省铜川市王石凹矿工业遗址公园，作静态展示。[4]
- 建设B型（JS）-8116号机车，现保存在黑龙江省中东铁路建筑群横道河子机车库，作静态展示。
- 建设B型（JS）-8126号机车，现保存在宁夏中卫市宁夏钢铁（集团）有限责任公司，作静态展示。
- 建设B型（JS）-8131号机车，退役后曾保存在江苏省徐州市韩桥煤矿旧址，2017年3月移至徐州市贾汪区墨上集民俗文化园，作静态展示。
- 建设B型（JS）-8140号机车，现保存在山东省枣庄市葫芦套影视基地，作静态展示。
- 建设B型（JS）-8145号机车，现保存在上海市徐汇区滨江公园，作静态展示。
- 建设B型（JS）-8168号机车，2022年夏从三道岭煤矿露天矿区退役，现封存于新疆哈密三道岭煤矿南库中。
- 建设B型（JS）-8172号（现改编号2008[註 10]）机车，现保存在巢湖市洗耳池公园，作静态展示。
- 建设B型（JS）-8081号机车，2022年夏从三道岭煤矿露天矿区退役，现封存于新疆哈密三道岭煤矿南库中。
- 建设B型（JS）-8162号机车，现封存于锦州七〇一机车工厂中[5]。
- 建设B型（JS）-8189号机车，现封存于新疆哈密三道岭煤矿南库中。
- 建设B型（JS）-8190号机车，原封存于新疆哈密三道岭煤矿南库中，2022年夏被送出。
- 建设B型（JS）-8197号机车，2022年夏从三道岭煤矿露天矿区退役，现封存于新疆哈密三道岭煤矿南库中。
- 建设B型（JS）-8195号机车，2022年夏从三道岭煤矿露天矿区退役，现封存于新疆哈密三道岭煤矿南库中。
- 建设B型（JS）-8207号机车，曾配属于辽宁省葫芦岛市锦西水泥厂，现保存在山东省烟台市黄金河度假村作为火车餐厅展示。
- 建设B型（JS）-8218号机车，现保存在江苏省南京市未来网络小镇，作静态展示。
- 建设B型（JS）-8225号机车，2022年夏从三道岭煤矿露天矿区退役，现封存于新疆哈密三道岭煤矿南库中。
- 建设B型（JS）-8234号机车，现保存在黑龙江省哈尔滨市中东铁路公园，作静态展示。
- 建设B型（JS）-8239号机车，现保存在辽宁省辽阳市弓长岭铁矿，作静态展示。
- 建设B型（JS）-8242号机车，曾先后配属于沈阳铁路局沈阳机务段、内蒙古自治区元宝山煤矿，退役后保存在哈尔滨铁路局哈尔滨机务段，作静态展示。
- 建设B型（JS）-8246号机车，现保存在哈尔滨铁路局一面坡机务段旧址，作静态展示。
- 建设B型（JS）-8250号（现改编号8258）机车，现保存在梅河口市人民公园，作静态展示。
- 建设B型（JS）-8257号机车，现保存在中车石家庄车辆有限公司，作静态展示。
- 建设B型（JS）-8260号机车，现保存在淞沪铁路江湾站旧址，作静态展示。
- 建设B型（JS）-8276号机车，现保存在义马煤业集团北露天矿，作静态展示。
- 建设B型（JS）-8284号机车，曾先后运用于金红铁路、洛茂铁路和三罗铁路，退役后于2016年3月送至广西壮族自治区柳州市柳州铁道职业技术学院，作静态展示。[6]
- 建设B型（JS）-8297号机车，现保存在上海铁路局南翔大功率机车检修基地，作静态展示。
- 建设B型（JS）-8316号机车，现保存在固原市原州区第六中学，作静态展示。
- 建设B型（JS）-8325号机车，现保存在天津市天津铁道职业技术学院，作静态展示。
- 建设B型（JS）-8328号机车，现保存于西南交通大学犀浦校区机车博物园，作静态展示[7]。
- 建设B型（JS）-8343号机车，现在保存于烟台火车站前，作静态展示。
- 建设B型（JS）-8345号机车，现保存在淮南矿业集团铁运公司田集站，作静态展示。
- 建设B型（JS）-8346号机车，现保存在济南机车车辆厂（济南轨道交通装备有限责任公司），作静态展示。
- 建设B型（JS）-8347号机车，现保存在浙江省杭州市白塔公园，作静态展示。
- 建设B型（JS）-8355号机车，现保存在武汉铁路职业技术学院，作静态展示。
- 建设B型（JS）-8356号机车，现保存在郑州铁路局新乡机务段，作静态展示。
- 建设B型（JS）-8365(?)号机车，现保存在上海市共和新路957号，作静态展示。
- 建设B型（JS）-8368号机车，现封存于新疆哈密三道岭煤矿南库中。
- 建设B型（JS）-8374号机车，现保存在罗城仫佬族自治县仫佬族博物馆西侧的空地上，作静态展示。
- 建设B型（JS）-8376号（现改编号1939[註 11]）机车，曾先后运用于金红铁路、洛茂铁路和三罗铁路，退役后于2015年1月送至南宁铁路局柳州机务段，作静态展示。[8]
- 建设B型（JS）-8380号机车，现保存在上海铁路局徐州机务段，作静态展示。
- 建设B型（JS）-8381号机车，现保存在上海铁路局杭州机务段乔司运用车间，作静态展示。
- 建设B型（JS）-8401号机车，现保存在杭州市江墅铁路遗址公园，作静态展示。
- 建设B型（JS）-8406号机车，现保存在杭州乐园，作静态展示。
- 建设B型（JS）-8412号机车，现保存在石家庄裕华万达广场，作静态展示。
- 建设B型（JS）-8415号机车，现保存在宁夏中卫市宁夏钢铁（集团）有限责任公司，作静态展示。
- 建设B型（JS）-8416号机车，原保存在河北省保定市涞水县三坡镇百里峡广场静态展示[9]。2023年因京津冀地区暴雨及相关洪灾影响严重损毁
- 建设B型（JS）-8419号机车，现保存在美国艾奥瓦州 BSVRR，待锅炉检验完成后可以恢复动态运行。
- 建设B型（JS）-8420号机车，现保存在淮南矿业集团铁运公司田集站，作静态展示。
- 建设B型（JS）-8422号机车，现保存在天津市滨海欣嘉园火车文化休闲街，作静态展示。
- 建设B型（JS）-8???号（现改编号0178）机车，现保存在广西壮族自治区玉林市北流市新圩镇玉林园艺场，作静态展示。